# Potência
Em física, potência é a grandeza que determina a quantidade de energia concedida por uma fonte a cada unidade de tempo. Em outros termos, potência é a rapidez com a qual uma certa quantidade de energia é transformada ou é a rapidez com que o trabalho é realizado. Sua unidade no Sistema Internacional de Unidades é o watt.
Em outros ramos, como na engenharia, a compreensão sobre o assunto potência é de grande relevância, dado que quando um engenheiro vai projetar uma máquina, na ótica da engenharia, é importante definir o tempo mínimo no qual a maquina irá produzir trabalho, dando assim maior credibilidade do que se apenas a quantidade de trabalho que ela poderá realizar fosse especificada.

## Equação
A potência é dada por {\displaystyle P={\frac {W}{t}}}. Onde W = trabalho realizado e t = tempo com que se executa o trabalho.
Variação de energia é a energia que mudou de natureza ou transitou para outro local.
Na mecânica clássica a potência também pode ser entendida como sendo a força multiplicada pela velocidade.
A variação de energia recebe diversos nomes, quando se refere a tipos específicos de energia:
- Trabalho ({\displaystyle W}): é a energia consumida ao longo de um percurso ({\displaystyle W=F\cdot x})

Potência: sabendo a força aplicada (constante) e a velocidade da partícula:{\displaystyle P={\frac {\delta W}{\delta t}}={\frac {\delta (F\cdot x)}{\delta t}}=F{\frac {\delta x}{\delta t}}=F\cdot v}
- Quantidade de Calor ({\displaystyle \,\!Q_{c}}): é a variação da energia térmica ({\displaystyle \,\!\Delta E_{T}}).

- Potência instantânea: como enfatizado anteriormente, é de crucial importância conhecer a taxa com que o trabalho realizado. Assim a potência instantânea pode ser definida como a taxa de variação instantânea com a qual o trabalho é realizado, podendo ser escrita como: {\displaystyle P={\frac {dW}{dt}}}.[2]

## Unidades de potência
No SI, a unidade de potência é o W (watt), dimensionalmente igual a joule por segundo (J.s-1). Usam-se-lhe, conforme a ordem de grandeza, submúltiplos e múltiplos, como, por exemplo, miliwatt, mW (10-3 W) e quilowatt, kW (103 W), entre tantas. Pode-se utilizar estas unidades multiplicadas por hora. O kWh (quilowatt-hora),que por definição é a energia correspondente à potência de 1 kW aplicada durante uma hora. Esta unidade é comumente utilizada na medição de energia elétrica.
Ainda se usam, conquanto apenas por motivos histórico-práticos, unidades não-oficiais como cavalo-vapor, cv (735,5 W), horse power, hp (746,6 W) e outras unidades híbridas.

## Potência do ser humano
A potência consumida ou dissipada por um ser humano é em torno de 100 watts, variando de 85 W durante o sono a 800 W ou mais enquanto pratica desporto. Ciclistas profissionais tiveram medições de 2 000 W de potência realizada por curtos períodos de tempo.

## Potência de um motor
A potência fornecida por um motor alternativo (P) pode ser obtida a partir do seu torque (T) e da sua rotação (n):
Potência em CV:
{\displaystyle P={\frac {2\pi n\cdot T}{60\cdot 75}}} onde P [cv] , T [kgf.m], n [rpm].

Potência em kW:
{\displaystyle P={\frac {2\pi n\cdot T\cdot 0,73549875}{60\cdot 75}}} onde P [kW], T [kgf.m], n [rpm].

Potência em kW:
{\displaystyle P={\frac {2\pi n\cdot T}{60\cdot 1000}}} onde P [kW], T [N.m], n [rpm].
Potência em kW:
{\displaystyle P={\frac {n\cdot T}{9549,29658548}}} onde P [kW], T [N.m], n [rpm].
Outra maneira:
{\displaystyle {\mbox{Potência}}={\mbox{Torque}}\times 2\pi \times {\mbox{Velocidade angular}}}
Adicionando as unidades (velocidade angular em hertz ou rotações por segundo, rps):
{\displaystyle {\mbox{Potência (W)}}={\mbox{Torque (N}}\cdot {\mbox{m)}}\times 2\pi \times {\mbox{Velocidade angular(Hz ou rps)}}}
{\displaystyle {\mbox{Potência (kW)}}={\frac {{\mbox{Torque (N}}\cdot {\mbox{m)}}\times 2\pi \times {\mbox{Velocidade angular (rpm)}}}{60000}}}
{\displaystyle {\mbox{P (kW)}}={\frac {{\mbox{T (N}}\cdot {\mbox{m)}}\times {\mbox{n (rpm)}}}{9549,29658548}}}

## Potência específica
Chama-se potência específica ou potência mássica a potência por unidade de massa do sistema relativamente ao qual é calculada. Dimensionalmente, no Sistema Internacional de Unidades, exprime-se em watt por quilograma (W.kg-1).

## Potência média
A potência média é dada em um certo intervalo de tempo (t). Para se obter a potência média é necessário que haja o trabalho total (W) e o tempo (t). Após isso, divide-se um pelo outro, encontrando: {\displaystyle P_{m}={\frac {W}{t}}}. 
Esta é uma maneira alternativa de se encontrar a potência média.

## Representação gráfica

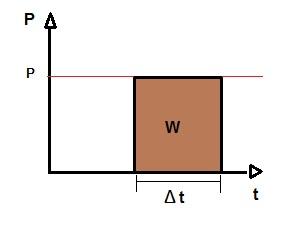
Gráfico de potência em função do tempo para o caso particular em que a potência é constante.

Em um gráfico que represente a potência em função do tempo, a área sob a curva é numericamente igual ao trabalho {\displaystyle W} realizado no intervalo de tempo {\displaystyle \Delta t}. Essa afirmação é válida tanto para o caso particular em que a potência for constante, quanto para o caso geral em que for variável. Quando a potência for constante,
{\displaystyle P={\frac {W}{\Delta t}}}
{\displaystyle W=P\cdot \Delta t} .
Quando for variável, o trabalho é dado por
{\displaystyle W=\int _{t_{1}}^{t_{2}}P\,dt} .

## Potência e velocidade

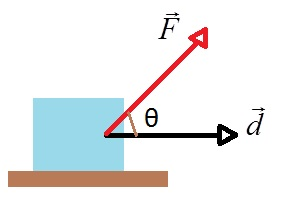
Trabalho de uma força constante atuando em um corpo durante um intervalo de tempo, no qual ocorre um deslocamento.

Considerando uma força constante {\displaystyle {\overrightarrow {F}}} que atua num corpo durante um intervalo de tempo, no qual o deslocamento é {\displaystyle {\overrightarrow {d}}}, como observado na Figura ao lado. Assim, a potência média da força pode ser escrita como:
{\displaystyle P_{m}={\frac {W}{\Delta t}}} = {\displaystyle {\frac {Fd\cos \theta }{\Delta t}}}
{\displaystyle P_{m}=F\cdot v_{m}\cos \theta }
Onde: {\displaystyle v_{m}} é o modulo da velocidade média.
A potência instantânea é a taxa da variação instantânea com a qual o trabalho e realizado. Em geral, o cálculo da potência instantânea é complexo. No entanto, quando a potência é constante, seu valor pode ser calculado pela mesma fórmula para o calculo da potencia media:
{\displaystyle P={\frac {dW}{dt}}}
Pode-se expressar a taxa com a qual uma força realiza trabalho sobre uma partícula, ou um objeto que se comporta como partícula, em termos da velocidade e de força. Para uma partícula que se move em linha reta, sob a ação de uma força {\displaystyle {\overrightarrow {F}}} que faz um ângulo {\displaystyle \theta } com a direção do movimento da partícula, temos:
{\displaystyle P={\frac {dW}{dt}}={\frac {F.\cos \theta .dx}{dt}}=F.\cos \theta {\frac {dx}{dt}}}
{\displaystyle P=F.v.\cos \theta }
Em casos, no qual a força aplicada é paralela à velocidade, temos que {\displaystyle \theta =0}, assim {\displaystyle \cos \theta =1}, então pode-se escrever que:
{\displaystyle P=F.v}
A potência instantânea desenvolvida por uma força F é a taxa com a qual a força realiza um trabalho sobre uma carga em um certo instante.

## Potência elétrica
A potência elétrica pode ser definida pelo produto entre a corrente e e a tensão medida entre dois pontos onde circula uma corrente elétrica. Existem dois tipos de corrente elétrica, que são a corrente continua, sendo caracterizada como tendo um valor constante em relação ao tempo, e também a corrente alternada, que varia o seu valor de modo senoidal com o tempo. Para uma corrente alternada trifásica, sendo uma carga alimentada por três condutores, estando a corrente alternada em equilíbrio, a potência ativa fornecida é dada por:
{\displaystyle P_{el}={\sqrt {3}}\,V\,I\,\cos \phi }.
Nessa expressão, {\displaystyle V} e {\displaystyle I} representam, respectivamente, a tensão entre as fases e a corrente presente em uma das fases. {\displaystyle \cos \phi } é o chamado fator de potência. Em relação à corrente alternada, a potência pode ser decomposta em duas componentes: a potência ativa, relacionada com as cargas de caráter resistivo, e a potência reativa, que decorre da formação periódica dos campos magnético e elétrico no circuito.

## Potência e energia
Potência pode estar relacionado a qualquer processo em que haja fluxo de energia. Em um sistema no qual se fornece (ou recebe) energia {\displaystyle \Delta E}, em um intervalo de tempo {\displaystyle \Delta t}, a potência média fornecida(ou recebida) pelo sistema pode ser dado por:
{\displaystyle P_{m}={\frac {\Delta E}{\Delta t}}}

## Rendimento
Potência está relacionada com a energia recebida. Ao receber uma potência, um objeto não é capaz de transformar a energia total inteiramente em trabalho: a energia será perdida em algum momento do processo.
A potência total entregue num sistema é denominada potência total, enquanto que a energia perdida num processo, por exemplo, a energia perdida com o atrito, é denominada de potência dissipada; a energia que sobra, que é capaz de realizar um trabalho é denominada de potência útil.
O rendimento está relacionado entre o quociente entre a potência utilizada para provocar a ação e a potencia total fornecida.
{\displaystyle \eta ={\frac {P_{u}}{P_{t}}}}